# Райс, Уильям Зельцер
Уильям Зельцер Райс(англ. William Seltzer Rice; 23 июня 1873, Мангайм, Ланкастер, Пенсильвания - 27 августа 1963, Окленд, Калифорния,США)— американский художник-гравёр по дереву, преподаватель по искусству и писатель, связаный с движением «Искусство и ремесла» в Северной Калифорнии.

## Биография
Родился и вырос в Манхейме в округе Ланкастер, Пенсильвания, Райс рос со своими родителями в доме его бабушки и дедушки на Рыночной площади, который был занят его семьей на протяжении четырёх поколений. Его родителями были Джон Райс и Сара Зельцер Райс. Его дед, Сэмюэл Райс, занимался покраской каретных вагонов в магазине в задней части дома. Интересуясь живописью с юных лет, Уильям Райс открыл небольшую студию в углу магазина своего деда. Время от времени он брал уроки у странствующих художников.
После окончания средней школы Райс сам начал преподавать рисование, откладывая деньги на обучение в художественной школе в Филадельфии, где он жил с двоюродным братом. Он выиграл стипендию в художественной школе, а также получил работу в Philadelphia Times в качестве штатного художника. Он начал учёбу в 1893 году в недавно основанном Институте Дрекселя, где среди его наставником был Ховард Пайл.
Райс также посещал занятия в Пенсильванском музее и Школе промышленного искусства, ныне известной как Университет искусств. Там он подружился с Фредериком Мейером, немецким иммигрантом, которого позже наняли художественным руководителем в государственных школах Стоктона.
Он писал и иллюстрировал для журнала Sunset Magazine.
В 1913 году Райс изучал дизайн у Ральфа Джохоннота, сотрудника Артура Уэсли Доу, который был одним из первых сторонников цветной печати в Соединенных Штатах. Летом 1913 года Райс совершил поездку по Европе, посетив Шартр, Ротенберг и Венецию. В 1915 году Райс женился на Сьюзан Стил, и они провели медовый месяц на озере Тахо, штат Калифорния. В том же году в Сан-Франциско проходила Панамо-Тихоокеанская международная выставка, на ней он был впечатлен увиденными там японскими гравюрами на дереве. Он решил стать художником по гравюре на дереве. Вместо того, чтобы следовать традиционному японскому командному методу, когда художник рисовал оригинальную картину, которая затем передаяя её команде резчиков по дереву и печатников решил взять под контроль весь собственный творческий процесс.

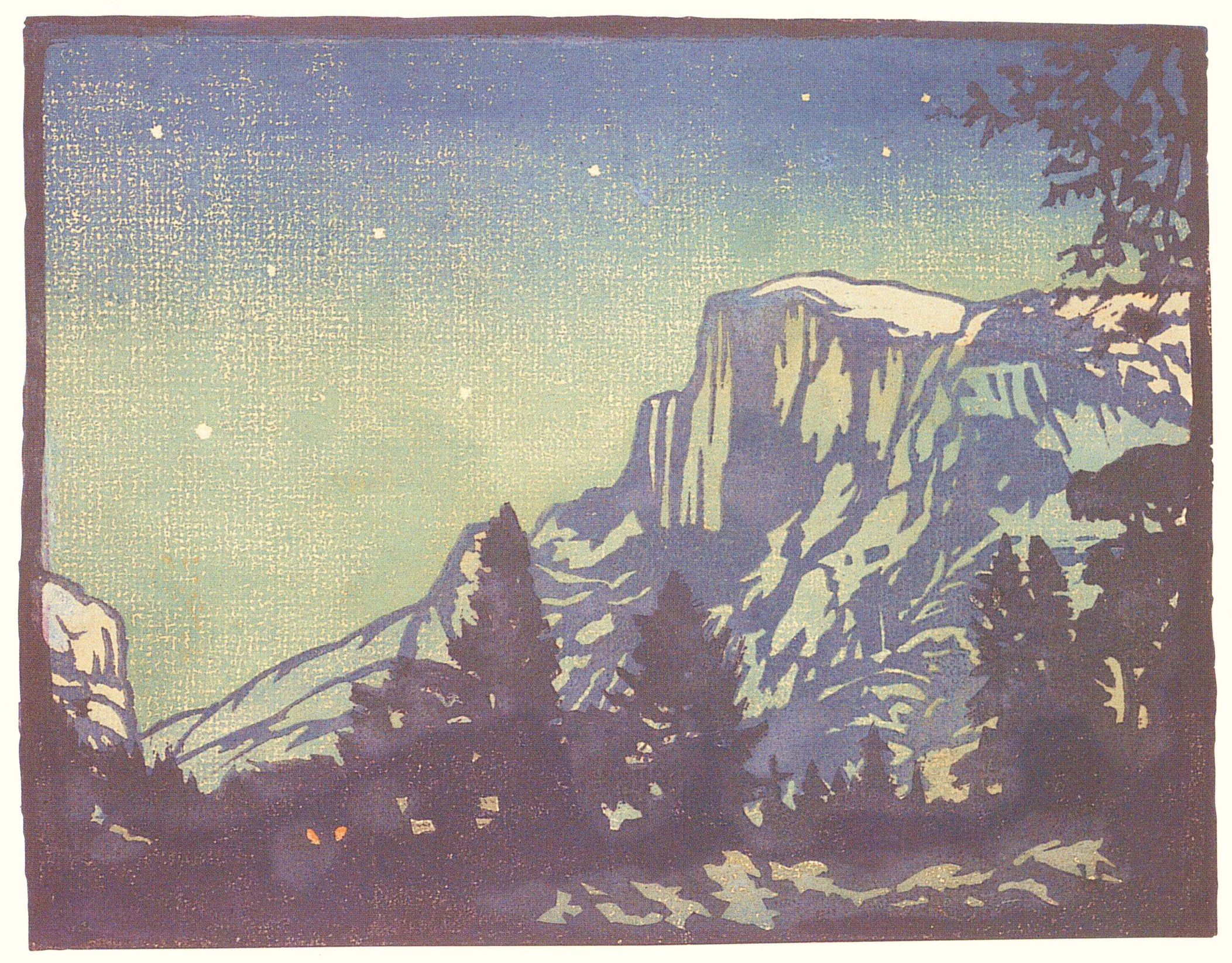
Ночь в Йосемити 1920

В 1918 году Райс провел свою первую крупную выставку гравюр на дереве и линолеуме во Дворце изящных искусств в Сан-Франциско, которая была организована Бернардом Мейбеком для Панамско-Тихоокеанской международной выставки.
Его работы были представлены на выставке граверов на Всемирной выставке в Нью-Йорке в 1939 году.

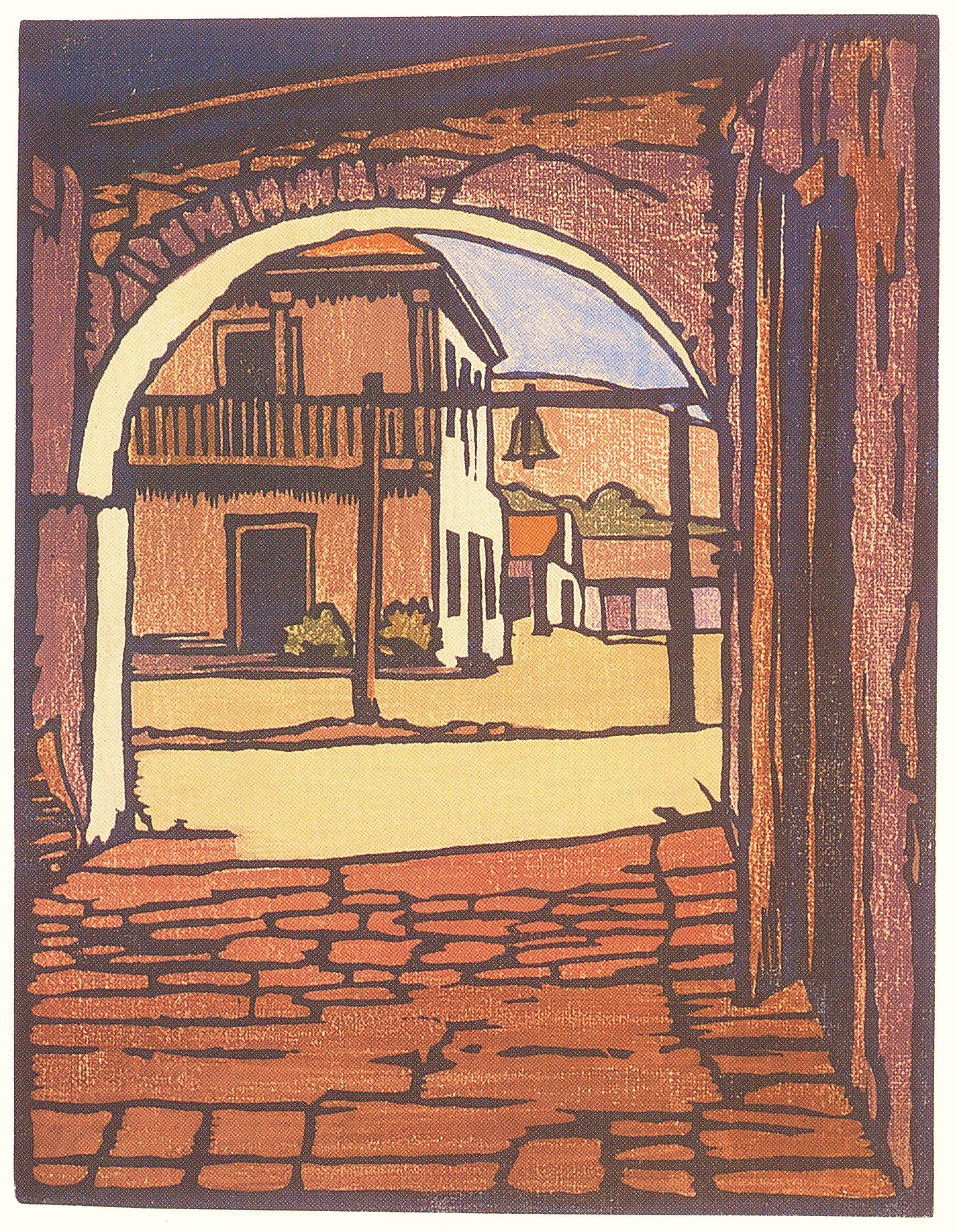
Сан-Хуан-Баутиста, 1920 год.

Работы Райса так-же были представлены на персональной выставке на вилле Монтальво в Саратоге, Калифорния, в 1959 году.

## Смерть
Умер дома в Окленде, в штате Калифорния, 27 августа 1963 года в возрасте 90 лет. Похоронен в своем родном городе на кладбище Manheim Fairview в Манхейме, в штате Пенсильвания.

## Посмертные выставки работ
В 1978—1979 годах Смитсоновский музей американского искусства провел выставку под названием «Американские цветные гравюры на дереве: годы перехода», на которой были представлены работы 40 художников, включая У. Райса.
В 2015 и 2016 годах была выставка «Природа Уильяма З. Райса: художник и ремесленник и гравер», которая побывала в Художественном музее Крокера и Калифорнийском музее искусств Пасадены.

## Библиография

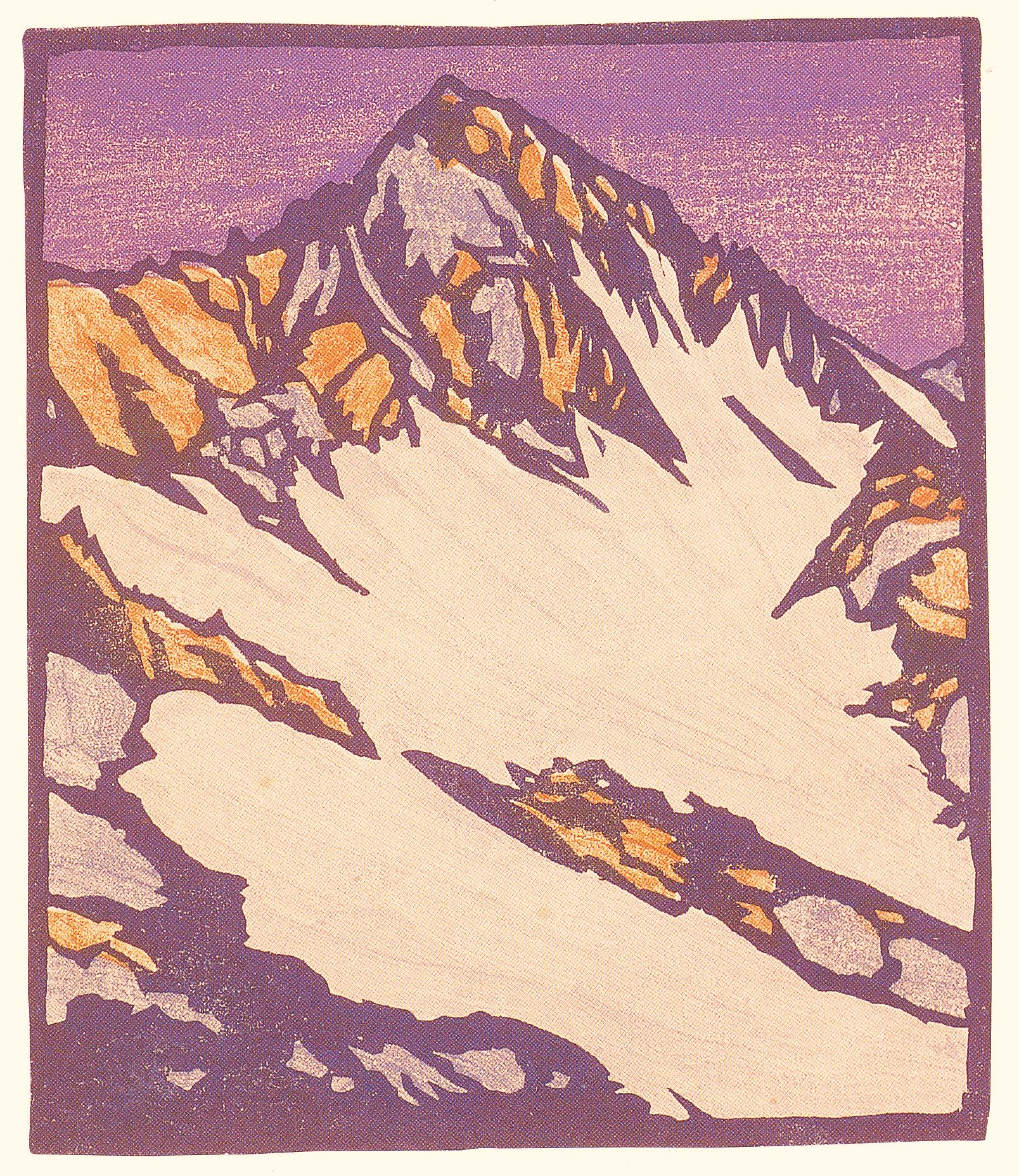
Исток из ледника 1920